# Jacob Kettler
Giacomo Kettler (Kuldīga, 28 ottobre 1610 – Jelgava, 1º gennaio 1682) fu Duca di Curlandia e Semigallia dal 1642 al 1682.
Sotto il suo governo, il ducato raggiunse il suo picco massimo di prosperità ed avviò il processo di colonizzazione in America e in Africa.

## Biografia

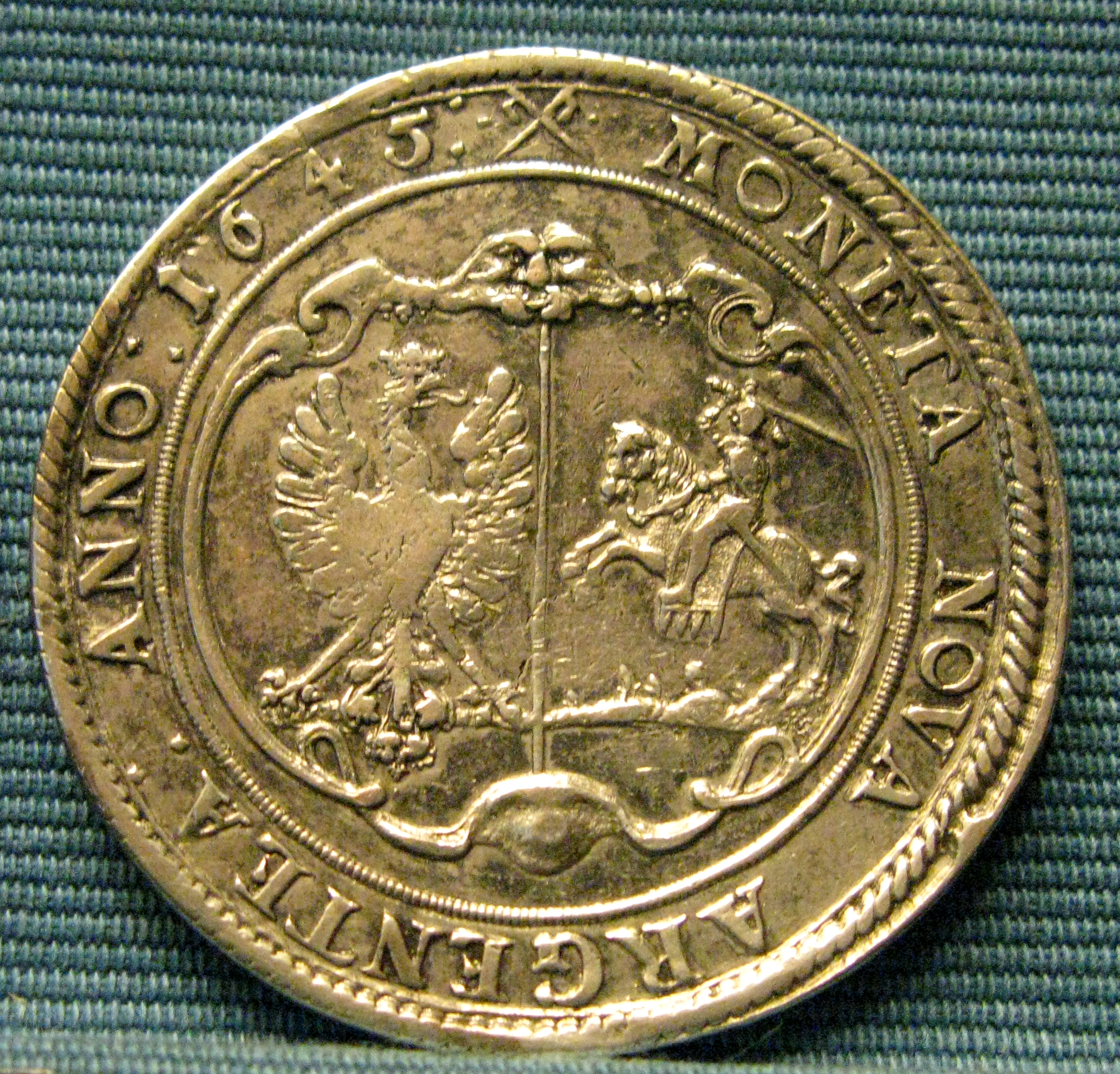
Un tallero di Jacob Kettler del 1645

Kettler nacque a Goldingen, attuale Kuldīga, dal duca Guglielmo e dalla principessa Sofia di Hohenzollern, figlia di Alberto Federico, Duca di Prussia. Suo padrino di battesimo fu Giacomo I d'Inghilterra. Quando suo padre fu esiliato dal ducato Giacomo lo seguì a Stettino e Berlino. Nello stesso periodò studio in Rostock e presso l'Università di Lipsia; durante questi anni divenne un sostenitore delle idee mercantiliste e un profondo conoscitore della lingua lettone, uno dei pochi regnanti della casata Kettler ad avvicinarsi così alla cultura del suo popolo.
Sotto il suo governo la Curlandia iniziò rapporti commerciali con le Province Unite, il Portogallo, l'Inghilterra e la Francia. Nel 1651 iniziò la costruzione di Fort Jacob sul fiume Gambia sull'isola che successivamente sarebbe divenuta nota col nome di Sant'Andrea nell'Africa occidentale. Nel 1654 conquistò Tobago con la Das Wappen der Herzogin von Kurland, una potente nave da battaglia armata di 45 cannoni e di 25 ufficiali, 124 soldati e 80 famiglie di coloni. La colonia in Tobago prese il nome di Neu Kurland ("Nuova Curlandia").
Il duca venne tenuto prigioniero dagli svedesi dal 1658 al 1660, durante la Grande Guerra del Nord, venendo poi trasferito con la sua famiglia dapprima a Riga e poi a Ivangorod. Durante questo periodo le sue colonie vennero attaccate e le abitazioni distrutte. Alla fine della guerra, egli ricostruì la flotta del ducato, e riottenne Tobago dagli olandesi. Molti credono che intendesse colonizzare anche l'Australia, che era stata da poco scoperta dagli olandesi. Per questa spedizione ricevette la benedizione del papa Innocenzo X. Ma sfortunatamente per lui il Papa morì poco dopo e il suo successore non vedeva di buon occhio quest'impresa. Il duca morì a Mitau il 1º gennaio 1682.

## Matrimonio ed eredi
Kettler sposò Luisa Carlotta di Brandeburgo (1617–1676), figlia di Giorgio Guglielmo di Brandeburgo, dalla quale ebbe i seguenti figli:
- Luisa Elisabetta (1646-1690), sposò Federico II d'Assia-Homburg;
- Ladislao Federico (1647-1648), scomparso in tenera età;
- Cristina Sofia (1649-1651), scomparsa in tenera età;
- Federico Casimiro (1650-1698), duca di Curlandia e Semigallia dal 1682 al 1698;
- Carlotta (1651-1728), si fece monaca e divenne badessa di Herford;
- Maria Amalia (1653-1711), sposò Carlo I d'Assia-Kassel;
- Carlo Giacomo (1654-1676), mai coniugato morì senza figli a 22 anni;
- Ferdinando (1655-1737), generale prussiano e duca di Curlandia dal 1730 al 1737
- Alessandro (1658-1686), colonnello prussiano, mai coniugato morì durante l'assedio di Buda.

## Ascendenza
|                                     |                      |                                     | Genitori                          |  |  | Nonni |  |  | Bisnonni                    |  |  | Trisnonni                         |  |
|                                     |                      |                                     |                                   |  |  |       |  |  | Gottardo Kettler di Melrich |  |  | Gottardo I Kettler di Nieuw-Assen |  |
|                                     |                      |                                     |                                   |  |  |       |  |  | Gottardo Kettler di Melrich |  |  | Gottardo I Kettler di Nieuw-Assen |  |
|                                     |                      | Margherita di Bronckhorst-Batenburg |                                   |  |  |       |  |  | Gottardo Kettler di Melrich |  |  |                                   |  |
| Gottardo Kettler                    |                      |                                     |                                   |  |  |       |  |  | Gottardo Kettler di Melrich |  |  |                                   |  |
|                                     |                      | Sibilla Sofia di Nesselrode         | Guglielmo di Nesselrode           |  |  |       |  |  |                             |  |  |                                   |  |
|                                     |                      | Sibilla Sofia di Nesselrode         | Guglielmo di Nesselrode           |  |  |       |  |  |                             |  |  |                                   |  |
|                                     |                      | Sibilla Sofia di Nesselrode         | Elisabetta di Birgell             |  |  |       |  |  |                             |  |  |                                   |  |
| Guglielmo Kettler                   |                      | Sibilla Sofia di Nesselrode         |                                   |  |  |       |  |  |                             |  |  |                                   |  |
|                                     |                      | Alberto VII di Meclemburgo-Güstrow  | Magnus II di Meclemburgo-Schwerin |  |  |       |  |  |                             |  |  |                                   |  |
|                                     |                      | Alberto VII di Meclemburgo-Güstrow  | Magnus II di Meclemburgo-Schwerin |  |  |       |  |  |                             |  |  |                                   |  |
|                                     |                      | Alberto VII di Meclemburgo-Güstrow  | Sofia di Pomerania-Wolgast        |  |  |       |  |  |                             |  |  |                                   |  |
| Anna di Meclemburgo                 |                      | Alberto VII di Meclemburgo-Güstrow  |                                   |  |  |       |  |  |                             |  |  |                                   |  |
|                                     |                      | Anna di Brandeburgo                 | Gioacchino I di Brandeburgo       |  |  |       |  |  |                             |  |  |                                   |  |
|                                     |                      | Anna di Brandeburgo                 | Gioacchino I di Brandeburgo       |  |  |       |  |  |                             |  |  |                                   |  |
|                                     |                      | Anna di Brandeburgo                 | Elisabetta di Danimarca           |  |  |       |  |  |                             |  |  |                                   |  |
| Giacomo Kettler                     |                      | Anna di Brandeburgo                 |                                   |  |  |       |  |  |                             |  |  |                                   |  |
|                                     | Alberto I di Prussia | Federico I di Brandeburgo-Ansbach   |                                   |  |  |       |  |  |                             |  |  |                                   |  |
|                                     | Alberto I di Prussia | Federico I di Brandeburgo-Ansbach   |                                   |  |  |       |  |  |                             |  |  |                                   |  |
|                                     | Alberto I di Prussia | Sofia di Polonia                    |                                   |  |  |       |  |  |                             |  |  |                                   |  |
| Alberto Federico di Prussia         | Alberto I di Prussia |                                     |                                   |  |  |       |  |  |                             |  |  |                                   |  |
|                                     |                      | Anna Maria di Brunswick-Lüneburg    | Eric I di Brunswick-Lüneburg      |  |  |       |  |  |                             |  |  |                                   |  |
|                                     |                      | Anna Maria di Brunswick-Lüneburg    | Eric I di Brunswick-Lüneburg      |  |  |       |  |  |                             |  |  |                                   |  |
|                                     |                      | Anna Maria di Brunswick-Lüneburg    | Elisabetta di Brandeburgo         |  |  |       |  |  |                             |  |  |                                   |  |
| Sofia di Prussia                    |                      | Anna Maria di Brunswick-Lüneburg    |                                   |  |  |       |  |  |                             |  |  |                                   |  |
|                                     |                      | Guglielmo di Jülich-Kleve-Berg      | Giovanni III di Kleve             |  |  |       |  |  |                             |  |  |                                   |  |
|                                     |                      | Guglielmo di Jülich-Kleve-Berg      | Giovanni III di Kleve             |  |  |       |  |  |                             |  |  |                                   |  |
|                                     |                      | Guglielmo di Jülich-Kleve-Berg      | Maria di Jülich-Berg              |  |  |       |  |  |                             |  |  |                                   |  |
| Maria Eleonora di Jülich-Kleve-Berg |                      | Guglielmo di Jülich-Kleve-Berg      |                                   |  |  |       |  |  |                             |  |  |                                   |  |
|                                     |                      | Maria d'Austria                     | Ferdinando I d'Asburgo            |  |  |       |  |  |                             |  |  |                                   |  |
|                                     |                      | Maria d'Austria                     | Ferdinando I d'Asburgo            |  |  |       |  |  |                             |  |  |                                   |  |
|                                     |                      | Maria d'Austria                     | Anna Jagellone                    |  |  |       |  |  |                             |  |  |                                   |  |
|                                     |                      | Maria d'Austria                     |                                   |  |  |       |  |  |                             |  |  |                                   |  |